# Mundil
Mundil (llamada oficialmente Santa María do Mundil) es una parroquia española del municipio de Cartelle, en la provincia de Orense, Galicia.

## Toponimia
La parroquia también es conocida por el nombre de Santa María de Mundil.

## Organización territorial
La parroquia está formada por cinco entidades de población:
- Gueral de Arriba
- Nogueiró
- O Carregal
- Outomuro
- Santa Catalina (Santa Cateliña)

## Demografía
| Gráfica de evolución demográfica de Mundil entre 2000 y 2022 |
|                                                              |
| Datos según el nomenclátor publicado por el INE.             |

## Economía
Durante el último cuarto del siglo XX la población ha experimentado un notable envejecimiento y se ha detectado un profundo cambio en las actividades socioeconómicas. En el momento actual la importancia de la producción agrícola y ganadera se ha visto muy mermada, así como la importancia de pequeñas industrias situadas en la citada parroquia, solamente se detecta una cierta actividad industrial en relación con el sector forestal con algún aserradero en activo.

## Festividades
Las fiestas parroquiales en honor a la Virgen del Mundil se celebran entre el 21 y el 23 de agosto en Outomuro.